# Épercieux-Saint-Paul
Épercieux-Saint-Paul è un comune francese di 772 abitanti situato nel dipartimento della Loira della regione dell'Alvernia-Rodano-Alpi.

## Storia
Ci sono pochi elementi per conoscere le origini di Épercieux-Saint-Paul. Sono state rinvenute tracce di una villa del 980 con il nome di Espartiaco.
Successivamente Épercieux fu soggetta all'abbazia di Savigny nel dipartimento del Rodano. Nel XIV secolo, una chiesa fu dedicata alla Vergine Maria.
Documenti del XIV secolo menzionano il feudo di Bois-Vert composto da una casa fortificata che doveva essere collocata al posto dell'attuale frazione omonima.
I membri della famiglia Rochefort-La Valette furono signori di Épercieux intorno al 1450.
A quel tempo esisteva, più vicino al fiume Loira, nell'attuale sito della frazione di Saint Paul, una parrocchia chiamata Saint Paul d'Épercieux che venne distrutta durante un'alluvione nel XIX secolo, a cui seguì la creazione del comune di Épercieux-Saint-Paul nel 1831.

### Simboli
Lo stemma del comune di Épercieux-Saint-Paul si blasona:
Gli elementi dello scudo rappresentano la strada, la Loira, l'agricoltura (il mais) e l'industria (l'ingranaggio).

## Società

### Evoluzione demografica
Abitanti censiti